# پکیر شهسوار
Aminsarani
پکیر شهسوار، روستایی است از توابع بخش مرکزی شهرستان هیرمند در استان سیستان و بلوچستان ایران

## جمعیت
این روستا در [شهرستان دوست‌محمد] قرار داشته و براساس سرشماری دقیق دهیار محترم آقای امین کمالی سال ۱۴۰۰جمعیت آن ۵۶۸نفر (۳۱۵خانوار) بوده‌است.